# 임견미
임견미(林堅味, 생년 미상~1388년 1월)는 여말의 무신이다. 본관은 평택. 공민왕 초 다루가치(達魯花赤)에 속하여 공을 세우고 중랑장에 등용되었다. 1361년(공민왕 10년) 홍건적 침입 때 나주도병마사(羅州道兵馬使)로서 왕을 호종(扈從)해 1등공신이 됐다. 고려말 빈번했던 외적의 침입 때마다 군의 총책임을 맡았으며 특히 1368년 원나라 수도가 명나라 군에 의해 포위되는 등 중국 왕조 교체기의 고려 안보가 한 치 앞을 볼 수 없던 시점에 안주 순무사를 맡았다. 이후 문하시중에 오르는 등 이인임과 권문세족의 편에서 권세를 누리다가 1388년 이성계에 의해 제거됐다.

## 생애
고려의 무신. 평성부원군(平城府院君) 임언수(林彦修)의 아들이다. 부친 임언수가 군(君) 봉작을 받은 것은 임견미가 문하시중에 오른 후로 임견미의 직계가 권문세족이나 유력 호족 출신은 아니었다. 공민왕 초 우다치(于達赤)에 들어가 공을 세우고 중랑장(中郞將-정5품 무관)에 등용됐다. 1362년(공민왕 11년) 홍건적이 침입했을 때 나주도병마사로 왕을 호종해 1등 공신이 됐고 이듬해 대호군(大護軍-종3품 무관)에 제수됐다. 밀직부사(정3품 문관)를 거쳐 진주도병마사가 됐다.
그 뒤 다시 전리판서(典理判書-정3품 문관)에 오르는 등 내외직을 두루 거쳐, 1368년(공민왕 17년) 주원장의 명군이 원나라의 연경을 포위해 고려 정세가 한 치 앞을 알 수 없자 북계(평안도) 순무사(巡撫使)로 군을 총괄했고, 1370년(공민왕 19년) 동녕부 토벌에 부원수로서 이성계와 함께 싸웠으며, 1374년(공민왕 23년)엔 서북면 도순문사(都巡問使)가 됐다. 제주에서 목호의 난이 일어나자 다시 부원수로서 토벌 작전을 수행했다.
1375년(우왕1년) 심양왕이자 고려왕족인 터터부카가 고려왕위를 노리고 김의(金義), 김서(金湑) 등과 함께 고려 국경을 넘는다는 소식에 지문하부사(知門下府事)로 서경 상원수(上元帥)로 출진, 이에 대비했다.
1377년(우왕 3년) 왜구가 침입하자 문하평리(門下評理-종2품) 겸 동강부원수(東江副元帥) 겸 서해도조전원수(西海道助戰元帥)로 출전했다. 왜구 격퇴 후 평리(종2품 내직)로 옮겼다. 당시 우왕은 내재추(內宰樞)를 통해 명을 내렸는데 임견미·홍영통(洪永通)·조민수(曺敏修)가 임명돼 개경 왕궁에 상주했다.
1380년(우왕 6년) 이인임과 함께 경복흥(慶復興) 세력을 제거하는 데 성공한 그는 1381년(우왕 7년) 마침내 문하시중(정1품)과 평원부원군(平原府院君)의 봉작을 받았다. 1383년(우왕 9년)에는 수문하시중(守門下侍中-종1품)으로 정방(政房) 도길부(都吉敷)·우현보(禹玄寶)·이존성(李存性)과 함께 정방제조를 겸임했다. 이인임과 함께 권력의 정점에 섰던 그는 '우왕이 호출해도 병을 핑계로 무시했으며 재차 부르자 가니 교만함이 이와 같았다.'고 기록돼 있다. 같은 평리 출신으로 이인임의 일당인 홍영통과 조민수 역시 시중이었지만 임견미가 권력을 독점하고 휘둘러 시중의 고유권한인 인사권을 행사할 수 없었다.
1388년(우왕 14년)까지 이인임·지윤·염국보·염흥방(廉興邦) 형제 등과 함께 매관매직 및 백성의 토지를 편취하고 겸병하는 등 전횡을 일삼다가 최영·이성계에게 제거됐다.

## 평가
1449년(세종 31년)에 편찬하기 시작해 1451년(문종 1년)에 완성된 《고려사》의 기록에 의하면 "임견미는 시샘이 많고 음흉했으나 말재주가 있었으므로 사람들은 그를 당나라 숙종 때의 간신인 이임보(李林甫)에 견줬다. 이인임이 오랫동안 정권을 잡으면서 도당들을 도처에 심었는데 임견미는 바로 그 심복이었다. 이인임과 임견미 등 권문세족들이 사대부들을 싫어한 나머지 많은 이들을 궐에서 쫓아냈는데 염흥방도 쫓겨난 사대부 중 하나였다. 뒤에 임견미가 염흥방의 집안이 대대로 벼슬한 큰 집안(世家大族)이라 혼인을 청하자, 염흥방도 과거 쫓겨났던 일을 돌아보고 자기 몸을 보존코자 이인임과 임견미의 말이라면 무조건 따랐다.
염흥방의 의붓형인 이성림이 시중이 되니, 이로써 간신배들의 족속들이 양부(兩府)에 포진했으며 안팎의 요직(要職)은 모조리 그들과 친한 자들이 차지했다. 이들은 권력을 멋대로 휘두르면서 관작(官爵)을 팔고 남의 토지를 점탈했으며 산과 들을 죄다 차지하고 수많은 노비들을 빼앗았다. 심지어 왕릉·궁고(宮庫)·주현(州縣)·진(津)·역(驛)에 소속된 토지까지도 모조리 점탈해 버리자, 주인을 배반하고 도주한 노예와 부역을 피해 유랑하는 백성들이 그 아래로 구름 같이 모여들었는데, 안렴사(按廉使)와 수령(守令)도 감히 징발할 엄두를 못냈다. 이로 말미암아 백성은 유랑하고 도적떼가 마구 일어나 공사(公私) 간의 모든 재물이 고갈됐으므로 온 나라 사람들이 이를 갈았다. 이 때 "우리 최영과 이성계가 그들의 소행을 분하게 여긴 나머지 마음과 힘을 합쳐 우왕을 설득해 제거하니 나라 사람들이 크게 기뻐하며 길에서 노래하고 춤추었다." 라고 진술하고 있다.

## 가족
- 아버지 : 임언수(林彦修, 생몰년 미상)
  - 문신 : 임견미(林堅味, ? ~1388)
    - 아들 : 임치(林淄, 생몰년 미상)
    - 딸 : 평택 임씨(平澤 林氏)
    - 사위 : 반복해

## 임견미가 등장하는 드라마
- 《개국》(KBS, 1983년~1983년, 배우:안병경)
- 《정도전》(KBS, 2014년~2014년, 배우:정호근)
- 《육룡이 나르샤》(SBS, 2015년~2016년, 배우:박혁권) - 각색한 인물 '길태미'

## 참고 문헌
- 고려사(高麗史), 고려사절요(高麗史節要) -손홍렬(孫弘烈)
- 위화도 회군과 그 추진 세력에 대한 검토, 이화사학연구 제20·21집 (1993. 12) pp.53-78 1229-4683 KCI-강지언